# NGC 6319
NGC 6319 is een elliptisch sterrenstelsel in het sterrenbeeld Draak. Het hemelobject werd op 14 mei 1885 ontdekt door de Amerikaanse astronoom Lewis A. Swift.

## Synoniemen
- UGC 10744
- MCG 11-21-10
- ZWG 321.15
- IRAS 17092+6302
- PGC 59717